# Saraha

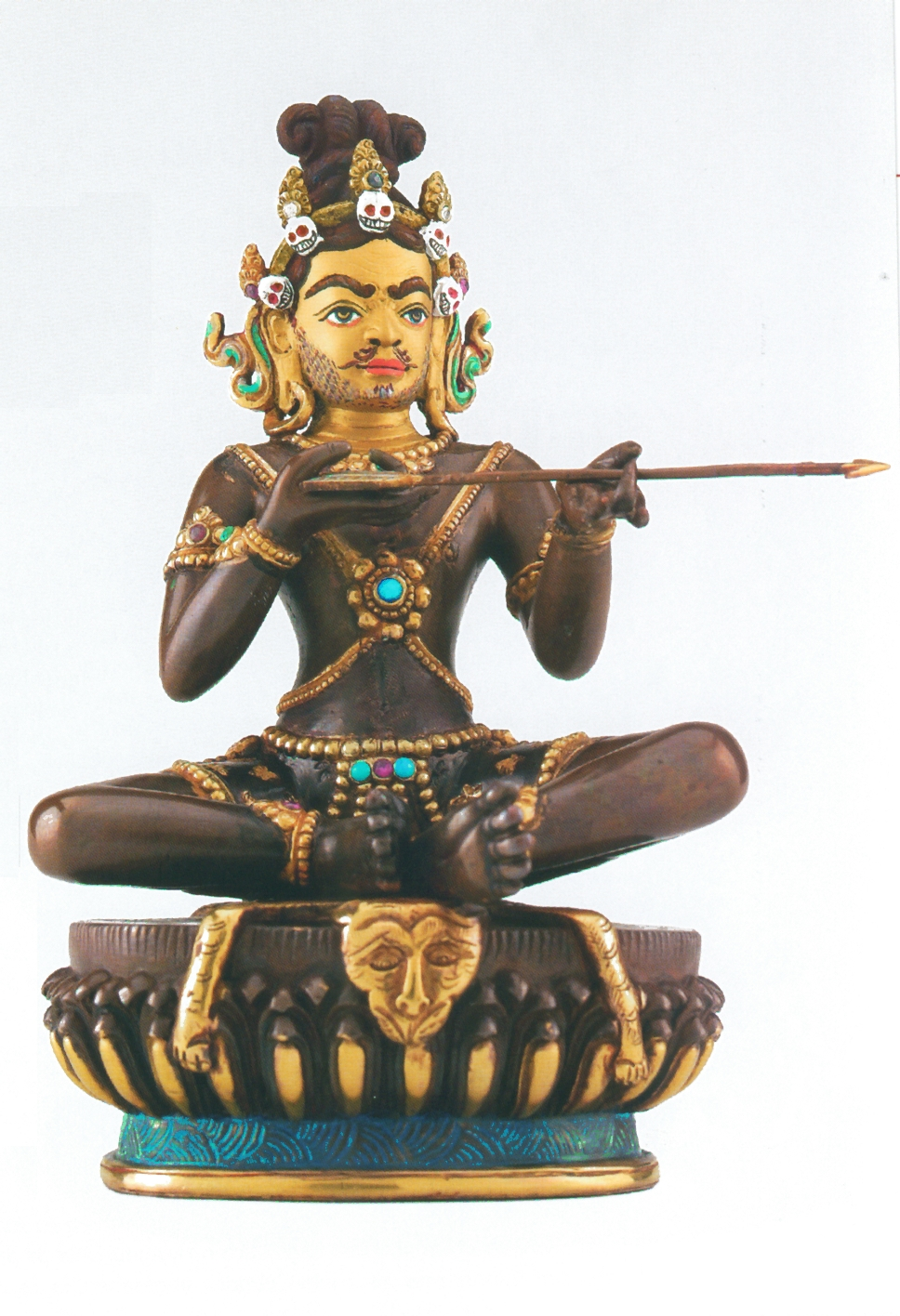
Saraha mit Pfeil

Saraha (8. Jahrhundert?) ist einer der mahâsiddhas (vergleiche siddhi) des indischen tantrischen Buddhismus, der Verfasser mystischer Gesänge, und einer der Begründer der indisch-tibetischen mahâmudrâ-Linie, einer dem Zen ähnlichen Tradition der Meditation.

## Leben
Saraha soll im späten 8. Jahrhundert n. Chr. gelebt haben und Zeitgenosse des Königs Dharmapâla (769–809; Pala-Dynastie) gewesen sein. Er gilt als einer der bedeutendsten indischen Yogis. Seine Lebensgeschichte wurde aus höchst unterschiedlichen und sich zum Teil widersprechenden Quellen in Tibet von verschiedenen Autoren zu einer Legende verwoben. Demnach soll er z. B. einer bengalischen Brahmanenfamilie entstammen und wurde erzogen, ein buddhistischer Mönch zu werden.
Es ist unklar, ob er des Klosters verwiesen wurde, weil er sich dem Trunk ergab oder sich ähnliche Verletzungen der mönchischen Regeln zuschulden kommen ließ, oder ob er aus eigenem Entschluss den Orden verließ. Er wurde zu einem umherziehenden Yogi und Schüler Ratnamatis, der ihn in das Guhyasamâjatantra und die Methoden, die in den feinstofflichen Kanälen (Sanskrit: nâdî, vergleiche Nadi (Yoga)) befindlichen Kräfte zu benutzen, einweihte. Nachdem er eine Gefährtin gefunden hatte, arbeitete er als Pfeilschmied. Daher wird er stets mit einem Pfeil in der Hand dargestellt. Andere Legenden beschreiben die Gefährtin als Pfeilschmied.

## Werk
Saraha ist der Verfasser zahlreicher mystischer Lieder (Sanskrit: dohâ), in denen er sich gegen Buchstabenglauben und überkommene Gebräuche ausspricht und für einen direkten, persönlichen Weg:
„Durch eben dies, durch das man geboren wird, lebt und stirbt,

durch eben dies erlangt man die höchste Glückseligkeit.

Doch obgleich Saraha diese tiefen, geheimnisvollen Worte ausspricht,

scheint diese dumme Welt sie nicht zu verstehen.“

## Nachfolger
Von Saraha geht eine der mahâmudrâ-Überlieferungslinien weiter zu Savari, Luipada, Dengri, Vajraghanta, Kambala, Jalandhara, Krsnacarya, Vijayapada, Tilopa, Naropa, Marpa, Milarepa, Gampopa und zu anderen bedeutenden Lamas der Kagyüpa-Tradition. Gos Lo tsa bas Darstellung im Deb ther sngon po ("Blaue Annalen") gibt einen Überblick über die zahlreichen Überlieferungswege.

## Kontroverse
Saraha beschrieb ein tantrisches Ritual, wobei eine Gefährtin dem Lama dabei helfen soll, seine Ejakulation während des sexuellen Aktes zu blockieren. Dieses Ritual soll einem Lama auf dem Weg zur Erleuchtung dienlich sein.
Saraha unterscheidet zwischen fünf tantrischen Gefährtinnen auf der Basis des Alters: die 8-jährige Jungfrau (kumari); die 12-jährige Salika; die 16-jährige Siddha, die bereits monatlich blutet; die 20-jährige Balika und die 25-jährige Bhadrakapalini, die er als „verbranntes Fett der Prajna“ beschreibt.
Gendün Chöphel bezieht sich in seinem Buch „Die tibetische Kunst der Liebe“ auf das tantrische Ritual von Saraha. Er verurteilt den rituellen Missbrauch von jungen Mädchen nicht; warnt allerdings davor, dass diese während des sexuellen Aktes verletzt werden können:

„Gewaltvolles Eindringen verursacht starke Schmerzen bei einem jungen Mädchen und verletzt ihre Genitalien. Falls der richtige Zeitpunkt noch nicht gekommen ist und der Sex das Mädchen gefährden würde, vollzieht man stattdessen Schenkelverkehr mit ihr, damit es (der weibliche Samen) herauskommt.“